# サルゲッチュシリーズ
『サルゲッチュ』シリーズは、株式会社ソニー・コンピュータエンタテインメント（SCE）が1999年から発売しているゲームソフトシリーズ、およびそれに関連するメディアミックス作品群の総称。
この名称は、元々1999年6月24日に発売されたゲームソフト第1作目のタイトルであったが、以後シリーズ化していった際にこの名がシリーズ全体を指す名称にもなった。各種ゲームソフトの他、漫画雑誌やテレビアニメなどでも展開を見せている。

## 概要
内容は、「ピポサル」と呼ばれる特殊なヘルメット（「ピーク・ポイント・ヘルメット」略して「ピポヘル」）をかぶったサルたちを次々と捕獲していくことである。プレイヤーはゲームの主人公を操作し、「ガチャメカ」と呼ばれる道具を駆使してピポサルを研究所へと転送する。
世界初のデュアルショック（アナログスティック付き振動コントローラー）対応ソフト（PS1 （PS oneを含む）、PS2（PSXを含む）、PS3でもプレイ可能）であるというその特徴、印象に残る個性的かつユニークなCM（第1作目はガッツ石松、第3作目のCMはアンガールズが、『ミリオンモンキーズ』は大槻ケンヂが担当）、シリーズを通してピポサルたちが繰り広げる愛嬌ある行動、といった要素がユーザーたちからの多大な支持を得ている。
この『サルゲッチュ』シリーズを象徴するキャラクター・ピポサルは、『クラッシュ・バンディクー』のクラッシュ、『どこでもいっしょ』のトロ、『パラッパラッパー』のパラッパなどとともにPlayStationを代表するキャラクターとなった。

## シリーズ
『サルゲッチュ』『サルゲッチュ2』『サルゲッチュ3』は「本編」「正統派」「サルゲッチュシリーズ」、『サルバト〜レ』などは「外伝」といわれることがある。

### メイン
サルゲッチュ
1999年6月24日発売。世界初のデュアルショック「専用」ソフトである（コントローラーにデュアルショック機能がないとプレイすることができない）。主人公はカケル（後述）。彼がタイムスリップした先の様々な時代を駆け巡り、最終目的であるスペクター（後述）の「ゲッチュ」を目指す。難易度は他シリーズと比べると若干高め。ストーリーもコミカルな要素を持ち合わせながらも、時としてシリアスな展開もある。
テレビCMではガッツ石松と着ぐるみのピポサルが出演。CMソングについては#テーマソング参照。
サルゲッチュ2
2002年7月発売。シリーズの正統進化第2弾。主人公はヒカル（後述）。本作から既存のガチャメカのフォルムがマイナーチェンジをし、新規のものが3つ（ウッキウッキーディスク使用により最大4つ）登場する。乗り物も大幅に増えた。だが、マジックパンチ（後述）と新規3つ(4つ)のガチャメカは続編の『3』には登場しない。音楽は葉山宏治が担当した。
ストーリーは前作のようなシリアス要素は大分削られコミカル一辺倒になっており、低年齢層向けになった。また難易度は『1』と比べて易しくなっている。ただし、おまけとして収録されているピポサル小説などには、とても低年齢層向けとは言えないブラックなものも含まれている。また、スペクターに一度勝利すると同ピポサル小説に本作のシナリオの初期案も収録されるようになるが、そちらはかなりシリアスで重い内容だった。
サルゲッチュ3
2005年7月発売。シリーズ正統進化第3弾。テレビの世界が舞台となる。主人公にサトル（後述）とサヤカ（後述）の2人が用意されており、プレイヤーはこの二者から選択することができる。また本作では、主人公が様々な格好に変身し、それによって発揮できる能力を駆使しながらゲームを進めてゆく「バケルギア」という新システムが採用された。ストーリーも2と同様にコミカル要素が強い。また、パスワードを入力すると、あるステージにラチェット&クランクの主人公の姿をした『ラチエツト』や、一作目の主人公に扮した『ガゲル』などが登場する。

### リメイク
サルゲッチュP!
2005年3月14日発売。第1作目のリメイク作品。グラフィックと3Dポリゴンは新規に作り直して大幅に向上している。また、ミニゲームはPSP用の完全新作ミニゲームに変更され、通信機能を使えばPS版になかった2人対戦が可能である。追加のピポサルはミニゲーム内のみで条件を満たすとピポトロンの3匹が登場して、プレイヤーキャラクターとして使用できる。PSPには右スティックやスティック押し込みがないため、操作方法がかなり変更されている。もっとも大きな変更点は以下の通り。
- ガチャメカを3個しかセッティングできない
- ダッシュフープの右スティックをまわす動作は連打に変更
- ゲットアミやメカボーは装備ボタンを押すと前に振り、ボタンを押しながらアナログパッドを回すとまわし振りを行なうように変更。

また、バグも確認されている。「サルおんせん」の温泉のエリアが通常のエリアの、白熊（ガイドブックによるとガルル）が居るエリアのBGMが温泉で流れている曲になっている。ピポサルに気づかれた音が同じサルでもコロコロ変わったりする。

### スピンオフ作品
ピポサル2001
2001年7月発売。新ガチャメカ「ヌゲッチャー」を使い、ピポサルたちのパンツを回収することが目的。難易度がシビアで、途中で体力が0になるとそれまでに確保していたが転送していないパンツが地面に散乱する。またタイムが0になる前にクリアーしないとライフが1になり、タイムアップ後はコンティニュー不可（ステージの最初から）
BGMは梅垣ルナが担当。
サルゲッチュ ミリオンモンキーズ
2006年7月13日発売。シリーズ初となる「エピソードカケル」と「エピソードスペクター」の2つのエピソードが用意されている。本作では新宿、秋葉原、東京など実在する場所を舞台としており、プレイヤーがピポサルとの全面戦争に挑むという内容。
ストーリーもシリアスであり、ムービーも現実世界をテーマとしていることもあり、かなりリアルなものが多い。登場キャラクターが若干グロテスクな姿で倒される。さらに後半からはピポサルが全く出てこないステージが登場し、最終ボスはピポサルとは無関係の宇宙生命体のようなキャラクターが出ている。
パチンガーの代わりにショットガンやBランチャー、メカヨンクの代わりにリモートボム、ロボットの代わりにライトメックなど、出ないメカがある代わりに新たに出るメカの量も増えたが、扱いなれていないと操作が難しい。ガチャメカはステージをクリアして手に入るガチャチップを合成して入手できるのだが、ハルカやピポトロンなど（いずれも後述）の隠しキャラクターはガチャチップ合成ができないなどの差別化がされている。
随所に出るニュース風ムービーでは本職の自衛隊員・通訳・雑技団員などを採用し、「ピポサルは実在する！」をテーマに作られた（ウン千万円を投じたとのこと）。ピポサルを捕まえることも目的であるが、集団で襲いに来たり、アーマーを壊さないとゲッチュできないようになっているなど、難易度はかなり高めになっている。また、『サルバト〜レ』のようなシステムで戦う「VSモード」も用意されている。ただし、前述の通り隠しキャラクターはガチャチップの合成ができないので、ガチャメカに氷属性をつけたり、攻撃力を上げることすらできないので、『サルバト〜レ』と違ってあからさまにで不利な状況下となっている。『サルバト〜レ』の場合は本編でも2人プレイが可能だったが、本作では本編は1人プレイしかできない。
サルゲッチュ ピポサルレーサー
2006年12月7日発売。サルゲッチュシリーズ初のレースゲーム。音楽は布沢努が担当。加速時やドラフト時などに擬音が文字で表示されるなど、他社の影響を受けている部分がある。またサルゲッチュ3同様、特定の条件でSCEAのラチェット&クランクのラチェットの姿をしたピポサルやジャック×ダクスターのジャックの姿をしたピポサルが登場する。
サルゲッチュ サルサル大作戦
2007年7月26日発売。主人公はナノキャノンによって小さくされたカケル（後述）で、ピポサルを自分で操り、ステージの仕掛けなどをクリアしていく作品である。サルゲッチュ3同様、パスワードによりサルゲッチュ3主人公の真似をしたサルが出現する。
サルゲッチュ ピポサル戦記
ピポサルを使ったRPG。2007年12月20日にPLAYSTATION Storeでプロローグ、水の章、砂の章、炎の章が販売される予定だったが、発売日が未定に変更され、販売形態や価格も未定となったが、2009年3月19日にUMD版とダウンロード版が発売された。カケル、ナツミ、ハカセはタイトル画面のみ登場。カケルがゲットアミを持っている以外は、『バト～レ』に準じた姿とポーズ。
あらすじ
舞台はピポサルだけが住む平和な国、「トキシカ王国」。この国の王子は甘やかされて育ったせいか、おバカ路線まっしぐらに成長していた。そんな王子をみるにみかねた王様は王子を修行の旅に出すことに決める。旅の途中で王子は昔のトキシカ王国を無に帰そうとし、「封印のバナナ」によって封印されていた暗黒サル軍団「ピポトロン」の封印を、バナナを食べて解いてしまう。その緊急事態を知った王様は自分で蒔いた種は自分でとるように王子に命令。かくしておバカ王子の冒険が始まった。

### パーティーゲーム
ガチャメカスタジアム サルバト〜レ
2004年7月発売。『申年』にちなんで発売された、バーチャルスペースで繰り広げられるバトルアクション。ストーリーは初代『サルゲッチュ』などと比べ、かなりシリアスである。また、この作品からハルカとピポトロンが新たに加わった。ストーリーモード以外にも、友達などと対戦できるモードも用意されている。サルゲッチュの看板ガチャメカ「ゲットアミ」は、本作はピポサルをゲッチュすることが目的ではないため登場回数は非常に少なく、ハカセエピソード1、ナツミエピソード1（ただし使うのはナツミ本人ではなくカケル）に登場。
サルアイトーイ 大騒ぎ!ウッキウキゲームてんこもりっ!!
2004年8月発売。EyeToy対応のボードゲーム。EyeToyを使用するミニゲームが多いのが特徴。登場キャラクターはピポサル（黄色パンツ）のみ。音楽には『サルバト〜レ』のものが流用されている。
ピポサルアカデミ〜ア - どっさり!サルゲー大全集 -
2004年12月発売。ミニゲーム集。プレイヤーは一匹のピポサルとなってピポサルの学校の卒業を目指す。本作以降、PSPで発売される作品にはShiftとアルヴィオンが提携することがある。
ピポサルアカデミ〜ア2 - あいあいサルゲ〜ジャンケンバトル! -
2005年12月15日発売。ミニゲーム集。本作ではミニゲームがさらに増加。ピポサルたちとカード（じゃんけん）&ミニゲームをして、スペクターに勝利しようというストーリー。カケルやナツミといったキャラクターはカードでのみ登場。
フリフリ!サルゲッチュ
PlayStation Moveモーションコントローラ専用ソフト。2010年12月9日発売。主観視点でゲットアミを始めとするガチャメカを使用し、ピポサルを捕まえていく。感覚はガンシューティングゲームに近い。世界観と登場人物は一新されており、スペクターは登場するが過去作とは設定が異なっている。また、イベントシーンでは2Dアニメーションが採用されている。本作を最後にシリーズは打ち切りとなり、最終作ともいえる作品である。

## ゲームの目的・システム

### サルゲッチュ・サルゲッチュ2・サルゲッチュ3
概要で述べたように、「ピポヘル」をかぶったサルたちを様々なメカを駆使してゲッチュ（捕まえる）すること。サルたちはプレイヤー（主人公）を視界にとらえると攻撃したり逃げ出すため、死角を狙ったり、匍匐前進したり、見つかりそうになったら「いないふり」でやり過ごしたり、メカで足止めするなどして接近し、「ゲットアミ」など捕獲用のメカを使用して捕えるのが一連の内容。
特定のステージではボスが待ち構えており、こちらはボスを倒すことでクリアとなる。
プレイヤーの体力をビスケット（後述）、ライフ（残り数）をTシャツ（2・3はジャケット、ここからジャケット（後述）と記す）で表される。ビスケットが全て無くなるとジャケットが1つ減る。ジャケットが無くなるとゲームオーバーになる。

### サルサル大作戦
目的は、ステージ最後まで進んで転送装置にゲットヘルを設置する事。そこまでにはピポサルを乗り継いで進んでゆく。なお、ジャケットはバッテリー（研究所）、ビスケットはピポサルについたバナナで表示される。ピポサルのバナナがなくなると、研究所は離脱する。再び乗ることは可能だが、残り体力が0.5の状態になる。

## 登場キャラクター

### カケルサイド

#### 主要キャラクター
カケル（Spike/Kakeru）
声：瀧本富士子（ゲーム版） / 石川静（アニメ版）
初代『サルゲッチュ』(及びリメイク版の『P!』)、『ピポサル2001』、『ガチャメカスタジアム サルバト〜レ』（以下『サルバト～レ』）、『ミリオンモンキーズ』、『サルサル大作戦』の主人公。とても元気な小学4年生の少年。ほとんどの作品において登場する。

ナツミ（Natalie/Katie/Natsumi）
声：川上とも子
初代『サルゲッチュ』(及びリメイク版の『P!』)、『ピポサル2001』、『サルバト～レ』、『ミリオンモンキーズ』、『サルサル大作戦』のヒロイン。勝気な性格のおてんばな中学2年生。

ヒロキ（Jake/Buzz/Hiroki）
声：伊倉一恵 / 皆川純子（アニメ版）
カケルの親友であり、ライバルでもある小学4年生。普段は礼儀正しい少年。
ゲーム・マンガ・アニメとほとんど媒体に登場するが、カケル、ナツミ、ハカセ等と異なり、各メディアによってキャラクターの違いが激しい。事有るごとにスペクターや謎の男に洗脳されては、カケルの前に立ちはだかるが、最終的には洗脳から開放されている。後藤英貴の漫画では、カケルたちに比べて出番が遅かったり影が薄かったりと何かと不遇な扱いを受けており、最終的には2でのおまけ漫画でも影薄キャラとして扱われていた。
アニメではスペクターに洗脳されずにカケルたちと行動を共にする。自分より4歳年上のナツミに情熱的に片思いしており、彼女への妄想癖が激しい（オンエアー2ndで分かる限り、風呂上りに「いつもの儀式」と称して彼女の写真に熱烈なキスをするなど）。なお、ゲームでも洗脳時ですらナツミにやや頭が上がらない様子を見せている。
2代目アニメ第1期終盤では、ピポトロンクラックとレース対決を繰り広げる。水没しかけで、もうダメかと思われたとき、立体映像のレースクイーン姿のナツミを見て、見事逆転ゴールする。
ゲーム（洗脳時）、アニメでの1人称は「俺」だが、漫画版とゲーム（開放時）では「僕」となっている。『ミリオンモンキーズ』には説明書には載っているが、ストーリーモードには登場しない（一応ハルカと戦闘をしたという裏設定はある）。
ヒカル（Jimmy/Hikaru）
声：くまいもとこ / 比嘉久美子（サルサル大作戦）
『サルゲッチュ2』（以下『2』）の主人公で、カケルとは従兄弟同士という間柄の小学4年生。鼻には絆創膏をつけている。少々天然ボケ気味で、『2』ではパンツと一緒にピポヘルを転送してしまい、それが原因でスペクターが再び動き出してしまうことになり、漫画版ではカケルサルと間違えて本物のカケルをゲッチュしてしまった。『サルゲッチュ3』（以下『3』）ではスペクターたちが流すテレビ放送によってナマケモノになってしまう。ミニゲームの『メサルギアソリッド』ではカケル・サトル・サヤカと共に夏休みで林間学校に行っている。漫画版ではかなり出番が多く、また初代アニメや劇場版（後述）でも主役を務めている。性格はかなり違う。
ハルカ（Helga/Haruka）
声：半場友恵
笑顔をあまり見せない「パチンガー」の使い手。小学4年生。性格は大人しく、礼儀正しい。ハイテクオリンピアの前優勝者である。

サトル（Kei/Satoru）
声：竹内順子
『3』における主人公の一人で、サヤカの双子の弟。小学4年生。ピポサルを目にするのは初めてだったのか、彼らの存在にかなり驚く。給食と体育が好き。

サヤカ（Yumi/Sayaka）
声：野中藍
『3』における主人公の一人で、サトルの双子の姉。小学4年生。今話題の人気アイドルでもある。曲は「HAPPY☆センセーション」。国語と音楽が好き。

フリサルの主人公
声：折笠富美子
『フリフリ！サルゲッチュ』（以下、フリサル）の主要人物であり、高校2年生。
トウコ
声：桑島法子
『フリサル』の主人公の幼馴染であり、高校2年生。
ツクシ
声：井上麻里奈
トウコの二つ下の妹であり、中学3年生。

#### 関係者
ハカセ（Professor）
声：八奈見乗児（ゲーム版） / 梅津秀行（アニメ版・PSオールスター）
「ピポヘル」と「ガチャメカ」を発明した科学者で、ナツミの祖父。ガチャメカはハルカの父親との合作でもある。性格は普段ダジャレを考えているような楽天家。『知能を大幅に引き上げるものの、悪の心まで引き上げてしまう』という重大な欠陥があるピポヘルを（意図せずとはいえ）スペクター、さらにかつての部下であった人間のトモウキにまで被らせてしまい、数回に渡り世界を混乱に陥れてしまった全ての騒動の元凶。しかし何故か作中では一切咎められていない。
『2001』でゲーム終盤でスペクターに技術で負けている事が明らかになった際には落ち込んでいた。『2』ではゲーム序盤でバカンスに行っており、『3』ではスペクターの策にはまりナマケモノになってしまう。『メサルギアソリッド』ではソリッド・スネークの戦闘データを使ってピポスネークを誕生させた。実は『メタルギアソリッド』シリーズのロイ・キャンベル大佐とはハイスクール時代の友人同士という設定である。この頃のあだ名は、ストーンヘッド【石頭】。ただし、このあだ名を劇中にキャンベルに言われたが、「もう、戦いは終わった」として嫌がる。
アニメではサポーターのポジションだが、あまりまともなサポートをしてくれず、寒いギャグやチャルにメイド服を着させたりと暴走気味。ヒロキの性格を利用してレースクイーン姿のナツミのホログラム映像を見せてヒロキをピポトロンクラック戦で逆転勝利に導いたりと勝利の為なら手段を選ばないタイプで孫娘のナツミからは激しく叱咤されている。原作ではあまり行われなかったアキエとの会話で彼女とは似たもの同士だと言われていた。カケル達に留守番を頼まれた時には止むを得ず一人でピポサルのゲッチュに向かって行った。また、第二期後半では次元転移マシンを作らせるためスペクターにさらわれたり、『ロボット対決編』ではハカセロボ開発の中心となって活躍したりした。
チャル（Casi/Charu）
声：川上とも子 / 佐藤利奈（アニメ版・PSオールスター）
ハカセが作った自律型サポートコンピュータプログラム。少女の姿をしている。ハカセとナツミがさらわれてしまった時は、彼女が代わりに「ガチャメカ」のチェックを行った。初代『サルゲッチュ』などはハカセの顔のマークの服を、『サルバト〜レ』、『ミリオンモンキーズ』ではロングヘアを束ね、前者では蜘蛛の模様の服を着ている。『ピポサル2001』ではハードモードのみ登場（台詞は無い）。『2』では登場しないが、「ひみつのしゃしん」でナツミと一緒に写っている姿を見ることができる。
アニメでは、第1期前半ではオペレーター役としてモニターにいたが、後半では窮地に陥ったカケルを救う為にハカセに機械の体を作ってもらいアンドロイドとしてカケルたちと一緒に行動するようになる。カケルとハルカにカケルサル攻略のカギとなるバナナのスーツケースを渡した。また、第1期では『ミリオンモンキーズ』のチャル（ネットワークセキュリティープログラム）と同じものを着ていたが、第2期ではメイドの格好をしている（チャルいわく「ハカセの趣味」とのこと）。第2期のチャルは動力を落としている。メイド服を脱いでスーツ姿になると「パワーモード」になり、パワーや運動能力が上がる（スクール水着姿でも同様）。水には強くアンドロイドなので体が重い。ウッキーレッドに体が重いと言われた時、ビンタしたあと「女の子に重いなんて失礼です!」と発言している。登場直後は無感情だったが、カケルたちと触れ合ううちに感情が豊かになり、変な言葉を覚え始める。更に「そう設計されている」為、アンドロイドながら食事を取ることが可能。ただし、唯一ナツミの料理を美味しいということなどから味覚はズレていることがわかる。ハカセの親爺ギャグ（ナツミによると3点）に笑う。また、ハカセの知らぬうちに覚えた「ショックのパー」「だめだこりゃ、行ってみよ〜」などの変な言葉を使う事があった。メイド姿は『サルバトーレ』のコスチュームの一つにもあるが、別物である。
ピポッチ（Pipotchi）
声：南央美
ヒカルと仲良しの、新型ピポヘルを被ったサルの赤ちゃん。サルなのだが、「ピポー」や「ピポッチ」と自分の名で鳴く。一度は合流したハカセの元に引き取られたが、ヒカルを思う余りに脱走し、ヒカルを追いかける。発見後はナマケモノ砲の完成のため、ウッキーホワイトと共謀したウッキーレッド（後述）によって浚われてしまう。羽がついていたリュックのような物を背負っており、空を飛ぶことができる。更にわずかながら、ヒカルを持ち上げて飛ぶこともできる。ヒカルにアドバイスしてくれたり、余分に取ったビスケットをくれることもある。『3』では絵のみが登場。
アキエ（Akie/Aki）
声：大原さやか
サトルとサヤカを世話している。アニメではサトル曰く2人の伯母である。昔はハカセの助手だった科学者で、バケルギアの発明者。しかし、オーバーヒートを起こす程のトラブルメーカーで、トモウキが頭のピポヘルが合体する事故を起こしたり、バケルギアが耐水に低かったりしている。プリンが大好物のようで、メカヨンクを「プリン」にすると顔で追う。3でナマケモノになってしまったハカセの代わりにサポートを担当する。
アニメにも第2期前半から登場し、サルゲッチュに協力したりゲットヘルの設計図を作ったりと大きく貢献する。しかし、第2期の「人類サル化編」では早い段階にサルになってしまう。サルのまま、プリンを食べている。北海道レーズンタルトをお土産に買ったらしく、それをサトルに食べられた時は激しく落ち込んでいた。
ハル
トウコとツクシの祖母。
モモコ
ハンドルを使ったヒロキの妹で、人気アイドル。
クータ（Kouta）
声：坂本千夏
アニメオリジナルキャラクター。ナツミが飼っているサルの赤ちゃん。ピポトロンJ達の仕業により、スペクターになった。カケル達の勇姿を見る度に意識が少しずつ表れ、第26話で洗脳が解かれ、元に戻り、第2期では元通りの生活を送っている。放浪好き。好物はバナナと鏡（自分の姿を見ること）。
ハカセノフ博士、ハカセーニ博士、ハカセソン博士
アニメオリジナルキャラクター。第2期「ロボット対決編」のみ登場。アキエと共にハカセロボ作成に手伝った博士。
ヒゲの色がそれぞれ違い、赤（ロシアのハカセノフ）、水色（イタリアのハカセーニ）、黄色（アメリカのハカセソン）となっている。ハカセノフが最初に連絡を取った。

### スペクターサイド

#### 主要キャラクター
スペクター（Spector）
声：坂本千夏
遊園地の人気者の白い小猿がピポヘルを被ったピポサルで、ピポサルたちのリーダー。『2001』では「ボス」と発言しているが、コロコロコミック特別編集のガイドブック内では「ボスザルって呼ぶな!」と言っている。それ以外のシリーズでも「ボス」と呼ばれると「リーダー」だと訂正している。

ピポサル
声：山田ふしぎ、梅田貴公美、並木伸一
スペクターの部下。未完成の白いピークポイントヘルメット（ピポヘル）を被ったサルたち。ピポヘルを被ったことで少しだけ賢くなったが、それでも行動は幼稚園児程度。スペクターの命令により、世界中で悪さをしている。
穿いているパンツの色によって性格が異なり、ノーマルだが者によって石の礫やバナナの皮、レーザーガンを携える（『サルバト～レ』では独特のガチャメカとメカ合体技で戦い、コスチュームバリエーションも個別でエピソードムービーも単独）黄色。困り顔で臆病な（『2001』ではスキューバダイビングの格好をして、潜水はできないが底の無い所も泳げ、陸を逃げる際は海栗を転がしてくる。『サルバト～レ』ではメカヨンクが強化され、フェイズで優勝すると2000ポイント入手し、着包み実写ムービーでは他のピポサルのランプが赤な中で唯一青。『ミリオンモンキーズ』ではリモートボムが強化される）水色。ゴーグルとマフラーが目印で靴を履いた足の速い（初代、『2001』、『サルバト～レ』、『ミリオンモンキーズ』ではマフラーと靴はなく、水色と同じ顔。2001では足は速くないが、追って来る者と目を合わせるとサボテンに擬態し、逃げる者は蠍を嗾ける）青。ぐるぐるメガネをかけていて周りがよく見えていないが爆弾を投げる科学的な（初代と『2』と『3』と『サルサル大作戦』と『フリフリ!サルゲッチュ』（以下『フリサル』）のみ。初代ではメガネをつけておらず黄色と同じ顔と武装で、警戒心が非常に強い）白。サングラスが目印のマシンガンを扱う乱暴な（初代ではほぼ正確に狙ってくる。『3』では更にネクタイをつける。『2001』ではマシンガンを扱わず、スケート靴をはき毛は紫で氷上を速く滑り雪玉を投げる）黒。怒り顔でボクシンググローブが目印で近接戦闘を得意とし（初代と『2001』ではボクシンググローブが無い。初代では爆弾、緑と共通のミサイル、黒と共通のマシンガンを主に使う。2001では小さな戦車に乗るが、銃器や砲台は付いておらず、戦車から降りていると戦車に乗った自分を模した爆弾を発進させてくる。『サルバト～レ』ではメカボーの基本攻撃がナツミやハルカのように3連続で出せる他、パチンガーが黒には劣るが強化される）、短気で力強い赤。スコープが目印で警戒心が強く、バックパックから発射されるミサイルで攻撃する（『2』のある1匹は止まっているものが見えない。『2001』ではミサイルを撃たず、棺桶を背負って毛には骸骨の意匠をし、その中に入って土に潜りもする。『サルバト～レ』ではメカヨンクが水色には劣るが強化される）緑。糸目と目蓋で可愛らしくスカーフを首に着け果実やピコハンを持つ（『フリサル』のみ）桃色。どれにも属さないマルチタイプ（大抵着ぐるみなどでパンツを確認できない）等に分けられる。また色にかかわらず『3』ではメカボーやゲットアミを弾き飛ばし奪ってしまう攻撃を持つものがいる。なお、『サルバト〜レ』では赤、黒、青、水色、緑パンツが「サルチーム」を組んでいる。『ミリオンモンキーズ』、『フリサル』では黄色、白、桃色パンツもこれらにまとめられている。
『3』のミニゲーム「メサルギアソリッド」にも敵の歩哨として黄色と赤と白が、捕虜として黄色と水色が、援軍として黒が登場する。武器としてマック10を使用している。
また、コナミの『メタルギアソリッド3』にもミニゲーム「猿蛇合戦」で黄色と白と赤と水色がゲスト出演したが、攻撃は引っ掻きと礫のみ。このモードの主人公、ソリッド・スネークがピポサルを追いかけ、気絶させてから触れることによって転送する。
年齢は12歳で、小学6年生（『アカデミ～ア』で判明）。
被害者意識が強い性格。
ピポトロン三人衆
声：楠大典（レッド、ブルー・ゲーム版） / 西村朋紘（レッド・アニメ版） / 鈴木琢磨（ブルー・アニメ版） / 坂本千夏（イエロー・ゲーム版） / 山田ふしぎ（イエロー・アニメ版）
謎の男に作られた、黒いピークポイントヘルメット（ピポヘル）をかぶったサルの三兄弟。元々はスペクターの側近としては無関係の野生の集落で暮らしていたサルだったが、何者かによって密猟され、改造されてしまった事が『サルバト〜レ』で示唆され、白のボクサーパンツを穿いている。
リーダーのレッドは黄色の釣り目で、打撃が得意、8月31日生まれ。サブリーダーのブルーは、緑色の垂れ目でスピードが速い、1月25日生まれ。紅一点のイエローは、赤い丸目で射撃が得意で、額からレーザーを発射し、5月21日生まれ。その性格は冷酷と残忍であり、年齢と身長と体重はピポサルと同じでもある。
『サルバト～レ』ではピポサルたちのギャグムードとは打って変わって、シリアスな面持ち。ハルカの父親を襲撃するなどして謎の男に利用された後捨てられ彼と敵対。地球の危機編ではカケルたちと行動を共にする。エンディングにて自分たちが改造された研究所に行く。
『3』、『フリサル』では隠れサルとして登場するが、普通のサルと同じように「ウキ」等と鳴く。
『アカデミ〜ア』、『ピポサルレーサー』ではピポサルたちの邪魔をする。神出鬼没。
『ピポサル戦記』では石碑の中に封印されていたが、主人公が封印のバナナを食べた事により封印から目覚め、王様をかっさらった。各章のボスとして一体ずつ立ちはだかり、最終的にケルベロンへと合体する。倒された後はバナナに変身したスペクター貯金箱に封印された挙句、そのまま主人公に食べられてしまった。
アニメ第2期では、暴走族を自称する「ピポトロンブラザーズ」と名乗っている。設定もゲームとは全く異なり、ギャグキャラと化している。なお、レッドとブルーは言葉を話すことができるが、イエローは「ピポ」としか喋れず、いつもボーっとしている（46話のサブタイトルで普通の言葉を喋っている）。1話から9話まではピポエンジェルの羽根を金なら1枚、銀なら5枚集めて車を手に入れることを、車（名称は「無裸座亜（ブラザー）号」。レッドがひねりにひねって付けた名とのことだが、イエローが「ひねりなし」と評価）入手後はスペクターの命を受けて「ビッグ」になることを目的として行動していた。13話と14話はサヤカを浚い、「ビッグ」になろうと踊ったり、着物を着させようとしていたが、カケル達に成敗され、すぐに取り止めた。21話はその後、スペクターにビッグの真実を告げられ、最終的にゲーム版同様、カケル達の味方になる。24話は無裸座亜（ブラザー）号にジェット機を付けて宇宙へ行けるように改造してカケルを手助けする形で乗せようとした際、一度は拒んでいたブルーはカケルを「それでも男か！」と怒鳴りつけパンチを下した。25話はカケルを死の危機から救うなど、人の為になら自分の命を捨てられる熱いキャラでもあり、世界の危機を救った要因の一つとなっている。
14話の挿入歌は「暴走人生」。劇中ではレッドが顔半分にサヤカのメイクをしていた。
漫画版での名前は「ピポトロン3（サン）トリオ」となっている。

#### グレート戦隊ウッキーファイブ
特殊なバナナ「バナナミンZ」を食べてパワーアップした、普通のピポサルよりも優れた能力を持つピポサル集団。『2』にて初登場した。なお、『3』では「活劇戦隊ウッキーファイブ」と改名しており、サルレーダーかサルブックで誕生日が明らかになった。全部で5人おり、｢戦隊｣と銘打っているが、戦う時は他の仲間とは連携せず、ほとんど単体で行動している。その為、ゲーム版では全員が揃って登場するのは紹介時ぐらいであり、ボスとしては一人ずつ戦う。服装も毎回変わっているが、アニメ版では『サルサル大作戦』、劇場版では『2』での格好しても登場していた。
ウッキーレッド（Monkey Red）
声：郷里大輔 / 梅津秀行（アニメ版）
ウッキーファイブのリーダー。10月11日生まれ。田舎サルで訛りが強く、「～ぺ」が語尾に付いている。都会のプロレスラーに憧れていたサルで、その潜在能力をスペクターに見込まれ、部下になった。オナラがとても臭い。
『2』ではホワイトと共に登場。ピポッチを連れ去ったあと、後に周囲を恐竜が徘徊するリングのようなステージでヒカルを待ち受ける。ダメージを受けると、恐竜の頭をつかんでバックドロップを行い、それに巻き込む形で反撃を仕掛けてくる。
『サルバト～レ』、『ミリオンモンキーズ』では画面を飛び回り、回避不能の全体攻撃をする召喚サルとして活動している。また、複合競技である格闘B決勝のファンサル。
『3』では中華風のコスチュームで登場。棍棒を武器にする。オナラを使った攻撃が多彩になり、より強烈になった。
『アカデミ～ア』ではジュニア1年を担当。
『サルサル大作戦』では初のトップバッターを担当。ヒカルとピポッチを捕まえていて、読書するなど今までと違った一面を見せ、曰く「体だけでなく頭も鍛えた」。今回は珍しく生身では戦わず、赤く塗装したゾウロボを使ってくるが、まだ操作に慣れていないのか動きが拙い。
アニメでは喋り方は同じだが、オナラを使う模写は無くなっている。ウッキーファイブの中ではまともなほうである。なお、同じ赤い「バカ」同士としてピポトロンレッドとは仲が悪い。35話ではテレビ局で偽の手紙を賭けてカケル達を待ち構えており、単独で勝負を挑んだハルカとリング上で恥ずかしいポーズをさせられるコスチューム対決を繰り広げた。激しいラッシュでハルカを追い詰めるが、カケルがライトメックを持って来た為失敗。最終的にライトメックに携乗したハルカにコスチュームを全て着せられ、偽の手紙が馬鹿げた内容だったことに怒りを買って殴り飛ばされた。41話ではその場の状況もあったのか、性格が乙女に変わった事があり、カケル達を驚愕させた。最終的に戻ったが、苦手だった細かい作業の編み物は出来るようにはなった。
ウッキーブルー（Monkey Blue）
声：櫻井孝宏 / 川島得愛（アニメ版）
ウッキーファイブの副リーダーであり、快速一。ほとんどが一輪車に乗って登場する。9月11日生まれ。美男子。交通ルールをきっちり遵守する真面目な性格。ウッキーピンクやアキエに惚れていた。
『2』では一輪車に乗り、突撃と爆弾が主な攻撃方法だった。ステージ内は信号が配置されており、赤信号の部分は絶対に通らず、ヒカルとの間にある信号が赤になっているとその場で悔しがる(なお、ヒカルが赤信号を通ろうとすると床が抜ける)。
『サルバト～レ』では、ダッシュフープ1次予選のファンサル。ファンレターに「マシンをパワーアップ中だ」と記された。
『3』では西部勇者風の衣装を着ており、『ガンマン十ヶ条』を信条としている。一輪車も（駆動は相変わらずペダルだが）エンジンとハンドルをつけるなど改造され、ショットガンや、『2』で持っていた爆弾ではなくダイナマイトを所持している。サトルやサヤカに対し挑発的。倒されても再び立ち上がり決闘を挑む。なお、『ガンマン十ヶ条』はプレイヤーがダメージを受けた際に一部を聞くことが出来るが、十ヶ条全てを聞く事はできない。倒した後、アキエが残りは何だったのか気にしている。
『アカデミ～ア』ではジュニア2年を担当。
『サルサル大作戦』ではアキエを捕えているが、お茶会を行い、捕虜とは思えないほど丁重に扱っていた。今作ではアキエに惚れており、告白しようとしていたり、倒された時での彼女の名を叫んでいた。馬の形にした一輪車を使用し、ムチも使用してくる。
アニメでは、かなりズレたキャラになっており、カケルたちにスペクターが仕掛けたワナの場所を言ったり、自分の仕掛けたワナに自ら突っ込んだりする。ヒロキいわく「冒険オタク」。口癖は「ニヒル!スリル!デンジャラス!」で、彼がメインの時は必ず言っている。その反面、誰かに恋をするということはなくなっていた。
ウッキーイエロー (Monkey Yellow)
声：樫井笙人 / 鈴木琢磨（アニメ版）
ウッキーファイブの重量戦士であり、オカマのムードメーカー。4月4日生まれ。
『2』では力士の恰好をして、土俵の中で戦うことになる。相撲の突っ張りや柱への張り手による物落とし攻撃をしてくるが、土俵から押し出すと土俵の周囲にまかれた撒き菱に思い切り刺さってしまう、事実上弱い存在。だが1回目の戦いで逃走（本人曰く「ダイエット中で戦闘力が疎かになっているから」）。その後バナナミンZの食べすぎで巨大化してヒカルを捕らえ、彼を手の上に乗せて戦うが、同時にバナナミンZの食べすぎで虫歯になっており、それが弱点と化して敗北。その際に体が非常に小さくなった。ヒカルを可愛いと彼に好意を持っていた。
『サルバト～レ』ではメカボー2次予選のファンサル。
『3』では「女豹」と書かれたまわしに歌舞伎風のスタイルで登場（本人にとっては「くノ一」らしく、忍術や手裏剣まで使ってくる。加えて、土俵も撒き菱もない）。サトルにはデートを申し込み(フラれる)、サヤカには人気アイドルへのやっかみから嫌味を言う。この時に白目で激怒したサヤカに対し、「週刊誌に取られてあなたのファンが減少する」「本当にアイドルなのか」と挑発気味に言っていた。この戦いでは逃走することはなく、一度目でゲッチュが可能。
『アカデミ～ア』ではジュニア3年の担当で、とてもやさしい。
『サルサル大作戦』ではサトルとサヤカを捕まえているが、相変わらずである。コックの恰好をしており、武器は巨大なフォーク。
アニメの28話でナツミにクッキングバトルを挑んできた。最初は腕の差もあって優勢となり、彼の実力を認めたカケルを揚げ物（実際はただの写真）にしようとしたが、最後の最後でナツミに大逆転を許して敗北、ハカセの居場所を教えて気球に乗って去っていった。43話でも（カケルを懸ける）流しソーメン対決を挑み、掟破りのフォークで一時優位に立つが、ハルカのライトメックと巨大箸による「秘技・龍神の舞」によって負けた。カケルのことが食べたいほど好きらしく、一度半分食べたことがある。
ウッキーピンク（Monkey Pink）
声：松下美由紀 / 半場友恵（アニメ版）
ウッキーファイブの小柄な紅一点。3月3日生まれ。アイドルになるためにウッキーファイブに入団し、念願のアイドルになった。デビュー曲は「あなたをゲッチュ」。感情の起伏が非常に激しく、怒るとかなり怖い。好戦的で超能力をも発動させることができる。ウッキーイエローを激しく嫌っており、陰で「デブサル」などと激しく罵倒している。
『2』では前半は水に囲まれたステージの上で歌うが、一定のダメージを与えるとイベントが発生してブチ切れ、周囲の水が干上がった後半戦に移行する。敗北すると泣いていた。
『サルバト～レ』、『ミリオンモンキーズ』では機嫌によって回復あるいは召喚者もダメージを受けるような攻撃をする召喚サル。また、メカヨンク2次予選のファンサル。
『3』ではアラビアン風の服を着て、「バナナにハートブレイク」という歌を歌う。また、怒ると喋り方が関西弁になる。一人称はわしで、二人称は、敵対口調。自身が嫌っているウッキーイエローを倒したことからサヤカのことは認めているが、同じアイドル同士であることから強い嫉妬心を持っている。また、ウッキーイエローに代わって1回目の戦闘に敗北すると逃走し、スペクター達が捕らえられている装置を破壊し、脱走に一役買うこととなる。
『アカデミ～ア』ではシニア2年を担当。
『サルサル大作戦』では今まで通り2面性で戦い、超能力による攻撃やワープを多用する。今作ではスペクターの人形を持っている。
アニメの作中では性格がかなり悪くなっている。サヤカに加え、メイド服を着たチャルにもライバル心を抱く。その反面、原作では嫌っていたウッキーイエローとはそんなに仲は悪くはない。
ウッキーホワイト（Monkey White）
声：緒方賢一 / 西村朋紘（アニメ版）
ウッキーファイブの老いた科学者。ぎっくり腰が悩み。笑い声は「カーッカッカッカッカッカ」。3月29日生まれ。ピポサルたちの武器やロボは、ほとんどがホワイトの製作品である。一人称はわしで、老人語で話す。
『2』ではレッドと共謀して誘拐する。その直後「ヒカルロボ」というヒカルに似せたロボで戦うが、あえなく敗退。
『サルバト～レ』では地球の危機編の急先鋒となるブロンズメタル・サルチーム青戦のファンサル。プロフィールによるとヒカルロボ2号機を研究しており、ファンレターに2ショットが同封された。
『3』ではトップバッターを受け持ち、西洋騎士風のコスチュームで登場。ドラゴン型の巨大ロボ（全身の装甲は無敵だが、長時間炎を吐くとオーバーヒートし、弱点のネジを露出してしまう難点がある）に乗り込み、サトルたちに戦いを挑む。
なお、ドラゴン型の巨大ロボに対してサトルは「カッコイイ」と発言し、サヤカには特に反応せず話しかけてきたため、「少しは怖がらんか！」と突っ込んでいる。
『アカデミ～ア』ではシニア1年の担当で、年のせいかよくボケる。
『サルサル大作戦』ではウッキーファイブのラストを飾り、ハカセを捕えている。巨大の片腕のついたＵＦＯに乗り、腕にいろいろな武装を持たせて攻撃してくる。
アニメでは機械が駆動する為に必要なエネルギーを奪う光線銃を持っている。笑い声や性格がゲーム版と異なっている。42話では相手をメロメロにするラジコンを使い、カケルやヒロキをメロメロにしていたが、巻き込まれたクータに一目ぼれされたことで面倒を見ざるを得なくなり、直後に逃亡を図ろうとしたところでピポトロンイエローにラジコンを奪われ、ビームに当たったことで彼に夜中までメロメロになったが、煙たがれて弾き飛ばされた。後半では彼を除いたウッキーファイブのメンバーが彼に振り回されることとなる。だが、最終的にスペクターの野望実現の為のメカ開発には成功していた。

#### その他
ジャッキーサル / ウッキーチェーン
9月20日生まれのピポサル。スペクター以外では『1』『2』『3』のすべてに全く同じ名前にて登場する唯一のピポサル。『2』ではサルースウッキーを超えることを夢見ている赤パンツサル。それ以外では黄パンツサル。『サルティメットファイティング』では1人プレイのプレイアブルピポサルで、モンキンポーの仇を探す。『3』と漫画ではジャッキー・チェンのコスチュームをしている。
ブルースウッキー / サルースウッキー
『1』では唯一の専用カラーリングのサルUFOで飛ぶ白パンツサル。それ以外では赤パンツサルで、『2』ではバナナを2本持って「バナナヌンチャク」と称して持ったまま殴ってくる。『サルバト～レ』と『ミリオンモンキーズ』ではサル召喚のサルで、モンキードーの伝承者。また、ブロンズメタル・ハカセ戦のファンサル。『1』『2』と続投したピポサルで唯一、召喚サルになった。
サルハンキンポー / モンキンポー
『1』では青パンツをはく。紅茶ダイエットを実践していた。『2』では赤パンツをはく。サル拳の達人。『3』では『サルティメットファイティング』に名前のみ登場。ウッキーチェーンの父。
バートン / バーモン
『1』『2』『サルバト～レ』と登場し続けたサルで唯一、『ミリオンモンキーズ』で指名手配サルとなった。『2』では白パンツを、それ以外では水パンツをはいている。トビトンボのファンサルで、『ピポサル達の惑星』という映画をリメイクしている。
カケルサル / ガゲル
カケルのコスチュームをしたサル。漫画では1度のみの登場だが、ヒカルにカケルと間違われ、ゲッチュしたカケルの本物を披露される。『3』ではパスワードで出現。2月29日生まれ。
ビガル
ヒカルのコスチュームをしたサル。同じく『3』にパスワードで出現。11月20日生まれ。
ラチエツト
ラチェットのコスチュームをしたサル。これも『3』と『ピポサルレーサー』にパスワードで出現。9月27日生まれ。
3では同じくパスワードで『ラチェット&クランク4th ギリギリ銀河のギガバトル』の宣伝映像を入手できる。
ザドル
サルサル大作戦のミニゲーム、「ガチキング」とステージ中に登場するサル。サトルのコスチュームをしたサル。
ザヤガ
サヤカのコスチュームをしたサル。同じく『大作戦』で登場。
サソリサル / サルントン
10月24日生まれのピポサル。『2』では白パンツをはき爆弾を投げる。『3』ではさそり座の星座サルで、屈んで尻尾を立てその先を前に向け、レーザーガンと同じ弾を放つ。漫画にも登場し、尻尾の毒針は直接突き刺して使用する。
カニサル / アルモンド
7月2日生まれのピポサル。『2』では黒パンツをはきマシンガンを携える。『3』ではかに座の星座サル。10月6日生まれのウキラブが同じコスプレをしているが、アルモンドには額に星座サルを表す星が付いている。漫画にも登場し、手のハサミで色々な物を不本意に切ってしまう、かぼちゃサルと共に非常食扱いされる、プールの底を走って水泳競争を失格になってしまうなど、少々酷い扱いをされている。後藤英貴が一番好きなピポサルとのこと。人気投票では五位という成績を収めた。
アフロサル / アフロ
『サルバト～レ』の地球の危機編における強制スクロールのファンサル。ダンサー風の服を着、アフロヘアーを被っている。召喚サルで、『ミリオンモンキーズ』にも続投。敵を全て踊らせ他の動きを全て止める。『2』に登場したサルビス、ウマーが同じ格好をしていた。漫画版にも登場。水に濡れると顔まで隠れ得る髪長のサルになっていた。
殿さまサル / つるきち
3月12日生まれのピポサル。『3』と漫画版に登場。9月28日生まれのともまるが同じコスプレをしているが、黄色パンツをはくつるきちと違い水色パンツをはく。漫画版ではカゴかつぎサル2匹にカゴを担がせて移動したり家来の忍者サルに戦わせたりしてばかりで、自身はほとんど運動しないが、1度だけカゴに内蔵されたペダルをこいで動かすカゴかつぎロボで強制的に運動させられた。傘やテントに、その長すぎるちょんまげを出す穴を1つ丸く開ける。ちょんまげは筆にもなり、半紙を天井に貼って字を書く。
王さまサル / サルモン
8月10日生まれのピポサル。『3』と漫画版に登場。漫画版での自宅は、部屋それぞれが建物で、その間は電車で移動。メイドを雇っている。大金持ち。
ジェイソンサル / ウキーソン、モンジャン
ジェイソンのような覆面を被ったピポサル。『3』に登場する8月30日生まれのウキーソンと12月2日生まれのモンジャンと、漫画版ではチェーンソーを使う。『3』には4月13日生まれのじぇいたんも登場する。漫画版では、1度誤ってチェーンソーで覆面を割りオヤジのようなピポサルの素顔を晒した。「激闘!S(サル)-1グランプリ」の章に登場するワンワンマスクの正体だが、更に素顔に包帯を巻いていた。
ミイラサル
全身に包帯を巻いたピポサル。『3』には2月25日生まれのモキーと11月28日生まれのなっちんが登場する。漫画版では包帯がスケートのスピンなどの拍子でほどけたり、マフラーも異様に長くして包帯にしてしまったり、サッカーグラウンドの白線やレスリングのフェンスの代わりに包帯を使っていたりする。
モンスター
『1』で登場するザコキャラ。スペクターの技術によって生み出され、ピポサル達と共に歴史改変の為に各時代に送り込まれている。
シタッパーズ
『2』で登場した雑魚キャラ。パインコ（パインとインコの合体）、ナスビー（茄子〈なすび〉と蜂〈bee〉の合体）など、二つの物が合体したキメラと呼べる外見を持つ者が多い。なお、四コマ漫画の中に、ウッキーホワイトが誕生させたことを示唆させる内容の漫画がある。
テレボーグ
『3』で登場した雑魚キャラ。トモウキが製造したロボット。主に番組の撮影アシスタントとして動いたり、ピポサル達の護衛を行う。中にはシタッパーズを模したロボも存在する。『大作戦』ではワルボーグと改名して登場。『3』でも同名のテレボーグが存在するが『大作戦』では登場しない。体のどこかに必ず存在するネジが弱点で、そこを攻撃すれば一撃で倒せる上に落とすアイテムも増える。

### 謎の男サイド

#### 主要キャラクター
謎の男
声：楠大典
ピポトロン三人衆とネオピポトロンズを作った科学者で、ハイテクオリンピア会場や全世界を襲ったテロリストでもある。残忍な性格をしており、利用するために何かを生み出し使えなければ捨てる。ピポトロンを利用した後捨て、それをベースに「スーパーピポトロン」を作り、ヒロキとスペクターを操った。最後には自らコアを利用して造った「グリッドコア」を操るが、敗れる。
『ミリオンモンキーズ』では空中戦艦編に登場し、事件の黒幕が明かされる。カケル達に敗れたことでピポトロンメタ、ピポトロンクラックを持っている銃で攻撃、紫色の液体のようなもの（ブロブの素）にするも、それに怒りを表したピポトロンJに反逆され、空中戦艦も破壊されて墜落する。
謎の男がピポトロンを作ったとされるが、ピポトロン三人衆であるレッドとブルーとイエローの誕生の瞬間を描写したムービーでは、彼とは似ても似つかない謎の人物がピポトロン三人衆を誕生させている。
ピポトロン三人衆
サルゲッチュの登場キャラクター#スペクターサイドを参照。
スーパーピポトロン
『サルバト～レ』のみで登場。ピポトロン三人衆がディスクによりパワーアップしたもの。全身にそれぞれの色の筋が入っているのが特徴。
ヒロキ
サルゲッチュの登場キャラクター#カケルサイドを参照。
ブラックヒロキ / ダークヒロキ
声：伊倉一恵
ディスクによりパワーアップされたヒロキ。全身が黒く、青い筋が入っている。攻撃力は高く、『サルバト～レ』ストーリーモードで中ボスで登場したときはバイクに乗って攻撃してくる。また、本人だけでも攻撃一つ一つに属性が付加されている、かなり強力なキャラクター。サルバトーレでは音声が機械のようになっている。
スペクター
サルゲッチュの登場キャラクター#スペクターサイドを参照。
ブラックスペクター / ダークスペクター
声：坂本千夏
ディスクによりパワーアップされたスペクター。『サルバト～レ』のストーリーモードでは高級バナナで謎の男に雇われ、戦艦ゴリアックで攻撃を仕掛けてくる。また、『ミリオンモンキーズ』では最終トーナメントのチャンピオンである。
変色は全身となっている。
チャル
サルゲッチュの登場キャラクター#カケルサイドを参照。
ウイルスチャル
声：川上とも子
ピポトロンクラックのウイルスに感染したチャル。性格は冷酷で、常に目が笑っていない微笑みを浮かべている。ネットワークセキュリティープログラム鎮圧の為、銃を持っている。ウイルスに感染していないチャルはウイルスチャルに暴行され、プログラムを注入されることによりウイルスチャルになる。
ウイルスに感染したときの状態によりその体の色が変化する。通常は濃い緑が基本色。しかし感染する前に行ったことで色が変わる場合もある。

#### ネオピポトロン
ピポトロンJ
声：不詳（ゲーム版） / てらそままさき（アニメ版）
ネオピポトロン達のリーダー格。ゲーム内では一言も喋らなかった。4匹の中で唯一最後まで生き残り、仲間を殺した自分達の創造主である謎の男に反逆する。
アニメでは冷静沈着な一方でクータを戻すチップを破壊するなど残虐性が強い設定になっている。また、クータをスペクターに変えた張本人でもある。戦闘ではピポトロン4連戦のラストとしてカケルと一騎討ちで戦う。目にも止まらぬ速さで移動することが可能で当初はいたぶるかのようにゲットアミを振り、途中からカケルを圧倒した（カケルは生きるか死ぬかのところまで追い詰められた）。しかし、カケルを助けに来たスペクター（クータ）の「自分がカケルにとどめを指す」という嘘を真に受け、カケルの騙し討ちを喰らい敗北、スペクター（クータ）も正気に戻され、カケル達に別れの言葉を告げて仲間共々その場を去っていった。
ピポトロンG
声：楠大典（ゲーム版） / 並木伸一（アニメ版）
ゴリラに似た風貌を持つ、怪力自慢のネオピポトロン。新種のピポトロンの中でも一番の巨漢で、上半身が下半身とアンバランス。外見とは裏腹に優しい性格で、カケル達に倒されブリッジが切り離される際、ナツミとチャルを庇って落下物の下敷きになった。その後、ハルカに救出されたという裏設定がある。その後はカケルのパートナーとして『プレイステーション オールスター・バトルロイヤル』では一緒に戦う。
アニメではピポトロン4連戦の先鋒としてナツミと迷路アスレチックで戦った。簡単な迷路で迷うなど知能自体は低いようだが、持ち前の怪力で壁を粉砕して出口まで到達し、メタやクラックの妨害で危うくステージから落ちそうになったナツミを助けた。
ピポトロンクラック
声：楠大典（ゲーム版） / 桐本琢也（アニメ版）
ネオピポトロン達の一人。かなり上手のハッカーであり、チャル（ネットワークセキュリティプログラム）をウイルスに感染させた。バーチャルスペースをカケル、スペクターに脱出されてしまったため謎の男に銃で液体にされてしまう。
アニメではピポトロンの中では参謀的立ち回りとして登場。「イーッヒッヒ」と甲高い嘲笑が特徴的で、正々堂々を公言しておきながら他者の戦いに横槍を入れるなど卑怯な面も持ち合わせている。左目に付いているライトから、幻影を実体化させたり物を召喚したりと様々な力がある。空間にキーボードを出現させてはハッキングを仕掛けることであらゆる機械を操作することが出来る。またカケル達を詳しく調査しており、彼らのあらゆる画像データを収集、保管している。
アニメではヒロキとレースで戦う。卑怯な手を用いるも最後は逆転したヒロキに倒される。
クラックとはクラッキングのこと。
ピポトロンメタ
声：坂本千夏（ゲーム版） / 梅田貴公美（アニメ版）
体を様々な形に変えられる、くノ一のピポトロン。ニセスペクターになってピポソルジャーの指揮に当たったが、本物のスペクターによって倒され、謎の男に液体にされた。
アニメでは、語尾に「だぎゃい」と付けて名古屋弁のような喋り方をする。ハルカとロボットバトル（メタは変身して）で戦い、心理作戦を突こうとするもハルカ自身ヘビやカエル、幽霊などの怖い物が少ないせいであまり上手くいかなかった。最後に変身した「一人で食べるカップラーメン」が意外にも効果的（「寂しさ」というハルカの弱点を突いた為）だったが、カケル達の声援で立ち直ったハルカに正々堂々戦おうという申し出に応じ、最後は敗北する。
メタとはメタモルフォーゼのこと。
ピポエンジェル
アニメ『2nd』のオリジナルキャラクター。サルが天使になったような姿をしており、腕は翼状になっている。新種のピポトロンたちと外見上の共通点がいくつかある。ピポエンジェルの羽(金なら一枚、銀なら五枚)を集めると、どんな願いでも叶えてくれるためピポトロンブラザーズが必死になって集めていた。様々な物に擬態・変身する力を持つ。

### ミリオンモンキーズ
ブロブ
ピポトロンメタ・クラックの液体が地上で生命体と成ったもの。簡単な攻撃で倒す事が出来る。ただし、戦艦の残骸を壊さない限り発生し続ける。
ギガントブロブ
ブロブの上位種。奇怪な人型生物の上半身のような姿をしており、ブロブ系モンスターの中で唯一その場から動く事ができない。攻撃力もなかなか高い。ただし、一度倒せばもうその場所からは出現しない。
マザーテンタクル
イカを思わせる形の大きな中ボス。足が四本あり、そこから硫酸や球状のエネルギーを発射したり、地面に潜らして、そこから突然突き出して攻撃したり、頭にバリアのような物をはって、突撃したり、下位種のテンタクル（下記）が出てくる卵を産んだりと攻撃方法は様々。作中二度戦う場面があり、なかなか強い。
テンタクル
マザーテンタクルの下位種。外見は足が二本で、小さいマザーテンタクル。攻撃方法はロックオンマーカーがその場においていかれるほどすばやく回転しながらの突撃と球状のエネルギー体。耐久力はそこまで高くないが素早く、浮いているため攻撃を当てにくい。
インファント
小さめサイズの、虫のような形をした下位モンスター。攻撃はただ単なる突撃。避ければただの自滅であるため、比較的簡単に倒せる。
ブロブコア
『ミリオンモンキーズ』の最終ボスであり、ブロブの拡散の根源。周囲のあらゆるエネルギーを奪いブロブやインファントに換算することが出来る。レーザー攻撃など強力な技を持つ。通常の攻撃ではダメージを与えることは出来るが、すぐに復活してしまい、完全に倒すには改造レーザー砲を使い、直撃させる必要がある。
ニセスペクター
声：坂本千夏
『ミリオンモンキーズ』に登場する、偽者のスペクター。ピポソルジャーを使役し世界征服を目論む。正体はピポトロンメタである。

### その他
バナナちゃん
声：芳野日向子
後藤英貴の漫画オリジナルキャラクター。ピポサルやカケルがバナナをむくとたまに出てくる。ピポサルに恋するバナナの女の子。神出鬼没。アニメではピポサルの多様なバリエーションを紹介するミニコーナー「世界のピポサル大百科」を担当。劇場版にも一瞬だけ登場している。
アンサールズ
声優：アンガールズ
後藤英貴の漫画オリジナルキャラクター。ウキナカは2月8日生まれで、ウキネは5月27日生まれ。その長い体をコンパスのようにされたりしている。
アニメでは、先鋭サル戦隊という位置づけだが、アンガールズのようなショートコントをするだけでカケル達にはあまり笑い受けて貰えず、すぐにゲッチュされてしまう。頭のヘッドホンは翻訳マイクで、人の言葉が喋れるようになる。
サルサルマン
後藤英貴の漫画オリジナルキャラクター。正義の味方でモテモテだが、巨大化することができる。フケ症が悩み。
ウッキ・メーン（7月24日生まれ）やドキンチョ（11月30日生まれ）といったピポサルが同様の姿をしており、ドキンチョは『3』のミニゲーム『熱投!サルなげスタジアム』のハンマーサルの1匹でもある。
ピポスネーク
声：大塚明夫
『3』のミニゲームメサルギアソリッド スネークエスケープに主人公で登場する。メサルギアの破壊、スネークの救出と大活躍する。
『メタルギアソリッド』のスネークの能力をインプットしたピポヘルをかぶったピポサル。見た目も性格もスネーク似で、言葉こそサル語（人間の方のスネークは何と言っているのか判っていた）だが、その言葉の意味はかなり深い。武器はバナナピストル（監視カメラの破壊やスイッチ押下も可能な麻酔銃）、グローブ、パイナップルボム（手榴弾タイプの爆弾）、スイカボム（地雷タイプの爆弾）の4種。
劇中の台詞によると雷電同様にVR訓練を受けている。
テロリストのリーダー、ピポオセロットが祖父。
哨兵をグローブコンボで気絶させ、モンキータグを全て奪うと、パスワードが貰える。それを使うと、サルシネマスタジオに出演させられるようになる。
ピポオセロット
メサルギアソリッドに登場する。メタルギアシリーズに登場するリボルバー・オセロットに良く似たピポサル。新兵器、メサルギアを強奪したピポサル兵たちのリーダー。
かの伝説の傭兵、ソリッド・スネークを（不意打ちとはいえ）拘束し、拷問するなど、戦闘能力は高い。
メサルギアソリッドの終盤でメサルギアに搭乗するも自身の孫であるピポスネークにメサルギアを破壊され、「オトコのケジメ」にて大破したメサルギアの上でピポスネークと素手で格闘するが敗北する。
ピポスネークと同じ方法で、サルシネマスタジオに出演させられる。
ボルケーノ
『ミリオンモンキーズ』の最初のトーナメントのチャンピオン。炎のほか、それぞれに違うイメージを付けたアーマーを複数自作している。
レジェンド
『ミリオンモンキーズ』の2つ目のトーナメントのチャンピオン。アクションはカケルとスペクターのものを合わせつつオリジナルの必殺技も使用する。
サイコーユキ
アニメ『2nd』のオリジナルキャラクター。ジュニアアイドル。ヒロキいわく彼女のCDは「アイドルオタクなら絶対に手に入れたい幻のCD」。
熱血、番長、ツンデレ、マンガ、ニヒル
ハカセが好きな昭和のアニメに登場するキャラクターたち。

## ガチャメカ
「ガチャメカ」とは、ピポサルを捕まえたり各ステージの難所を越えたりするために必要となる装備アイテム。
コントローラーの△、□、〇、×ボタンに装備したいガチャメカを割り当て、ボタンを押すことで任意に切り替えられる。右スティック（R3ボタン）と連動し、装備したガチャメカによってプレイヤーキャラクターに様々なアクションをさせることができる。

### 1作目から登場しているもの
メカボー
全てのシリーズに登場する、攻撃に使用する代表的なガチャメカ。長い柄の先から光の棒が出ており、光る部分で相手を攻撃する。『サルゲッチュ』ではライトセーバーを思わせる形状だったが、『2』と『3』では新しいデザインに変更された。初期型に比べると光っている部分は少し短く、代わりに柄がかなり長くなり、剣よりも棒のような形状になった。基本的に『2』のデザインのメカボーが主流である。右スティックを倒したり回したりすることで、その方向にメカボーを振る。『ミリオンモンキーズ』にはリフレクボー、Wメカボー、デカボー、トンファなど派生も出現している。アニメにも登場し、物に捕まったり攻撃したりできる機能が追加されている。『3』にてサヤカが使うと全体的にピンク色になり、つばの部分は王冠のような形状になる。
『サルバト〜レ』以降、マイナーチェンジをしている。
ゲットアミ
ピポサルを捕まえるためのガチャメカで、見た目は虫取り網そのもの。ピポサルを捕獲し転送、つまり「ゲッチュ」することができる。ゲームの基本にして最重要のガチャメカで、これが無ければゲームが成り立たない。『ミリオンモンキーズ』ではさらにデザインが変更され、ネットショット機能が追加された。サルゲッチュ3のミニゲーム、『メサルギアソリッド』では故障しており、修理中で役に立たない。アニメでは、通常スペクターなどは強力な電磁波によって転送を妨害されるのだが、柄の部分をひねるとアミが黄色く光って強化され、転送が可能になった（ゲームではボスは倒すことによって転送が可能になるため、そのような設定は無い）。
右スティックを倒すとその方向にアミを振る。回した場合は、『サルゲッチュ』では振り下ろした格好のまま回転する動きをしていたが、『2』以降では横に振る動きをするようになった。
『サルゲッチュ3』では相手のピポサルがゲットアミを奪い取り、逆にゲッチュしてくるようになった(ゲッチュされた場合は研究所に強制転送され、ゲットアミは手元に戻ってくる)。
サルレーダー
アンテナを手に持って使用するという見た目の、サルを探すためのガチャメカ。右スティックでレーダーの向きを変える。向けた方向にサルがいる場合はその距離に応じてレーダーが出す電波の色が変化し、近くにいるサルであれば、レーダーに付属している「サルカメラ」というカメラでピポサルの様子を観察できる。また、ピポサルの名前から能力、性格、サルコメントなど様々な情報もこれで判明する。『2』では満腹度、『3』では誕生日、短気度の情報が追加され、ボスキャラクターのデータも表示される。アニメでは、研究所に固定式のサルレーダーが設置されている（ゲームのものとは形は大きく異なる）。
パチンガー
パチンコを模した飛び道具。玉の種類はノーマル玉、爆裂玉、誘導玉の3つ。ノーマル玉は威力が低い代わりに何度でも打てるが、他の玉は弾数に制限がある。2からはスティックを手前に倒しただけで見回しカメラに移るようになった。なお、1でのみタイムアタックで爆裂玉、誘導玉が無限に打つことができる。『サルゲッチュ』ではPocketStationを使ったミニゲーム「ホルゲッチュ」、『2』ではガチャボックスのアイテムで所持可能弾数を増やすことができる（最大99個）。『ミリオンモンキーズ』では、パチンコではなく銃の形状をしたガン系ガチャメカとして登場し、更に威力を上げたランチャー系も存在する。アニメでは、一瞬だけカケルがこのガチャメカを使うが、その後の登場はない。『3』にてサヤカが使うと中心のガラス部がハート型になる。
トビトンボ
竹トンボを模した形状のガチャメカ。コントローラーの右スティックを回すことで、一定時間空を舞うことができるようになる。攻撃力は無く、主にマップ攻略や敵からの攻撃を回避するためなどに用いられる。『1』ではグリップの両端に羽がある形状で掴まりながら回すのが本来不可能であり、『2』からは形状が変更、グリップと羽は分離され、竹とんぼに近い形状となった。『サルバトーレ』には新たに羽の部分に攻撃力を持つタイプ、勢いよく急上昇し急降下するタイプ、非常にゆっくり降下するタイプの3つが追加された。『ミリオンモンキーズ』ではトビトンボ自体は登場しないものの、ジェットパックを背負っており、2段（3段）ジャンプのあとジャンプボタンを押すことでバーニアを発動できるようになっている。アニメでは強化されたバーニアが登場。
ダッシュフープ
フラフープの形状をしたガチャメカ。右スティックを素早く回すことで、高速移動ができるようになるガチャメカ。高速移動中はバリアーを張り、バリアーをまとったまま体当たりすることもできる。動きの素早い敵への対処や、スイッチを押しても短い時間しか開かない扉をくぐる際に有効となる。『ミリオンモンキーズ』では、ブーツとなり（正確にはローラースケートに近い形状）、スマートなダッシュが可能になる。ブースタータイプもある。『サルゲッチュ』では高速移動中に装備ボタンを押したり、ジャンプすることにより、ダッシュキャンセルが可能である。『3』にてサヤカが使うとピンク色になる。
メカヨンク
遠距離操作のラジコン型メカ。R3ボタンでその場に呼び出し、右スティックを倒した方向に移動する。アイテムを集めたり小さな穴を通過してスイッチを押したりできる。『2』からはパイプの中を通ったり、ボディーチェンジをしたりもできるようになった。敵の攻撃を受けたり、水中に落ちたり、自分からメカボーなどで攻撃すると破壊することができ、その際の爆発で敵を巻き込むこともできる。しかし、『サルバト〜レ』や『ミリオンモンキーズ』では、自分が巻き込まれてもダメージを食らう。見回しカメラの状態で操作することもできる。
マジックパンチ
マジックハンドの先端にボクシンググローブが付いている、という形状のガチャメカ。形状上メカボーよりもリーチが長く、少しだけ離れた所にいる敵も攻撃することが出来る。その威力はメカボーやバクレツタマよりも強力で、普通は壊せない特定の壁を壊してしまうほど。入手した直後のトレーニングでは、その威力に、開発したハカセ本人も「なんてものを開発してしまったんじゃ」と恐怖している。ゲームクリア後に入手できる隠しガチャメカである。『3』では登場しない。

### 2作目で登場したもの
ミズテッポー
名前の通り、放水する事ができるメカ。火を消すことができる。また、これを使って水車を回したり、壊れかけた乗り物を修復したりすることも可能。攻撃力は皆無だが、サルや特定の敵に当てることで動きを封じたりできる。
バナナブーメラン
このブーメランを飛ばしてスティックを回すとバナナの香りが漂い、空腹状態のサルたちを誘き出すことができる。ただし中間では確率が低く、また、満腹状態になっているピポサルは誘き出せない。
「ブーメラン」であるため攻撃も可能だが、トビトンボ同様実用性はない。
マグネッター
強力な磁力を放つメカ。その威力は鉄の壁をも動かせるほど。普段は磁力を放っていないが、前に突き出すと効果を発揮する。
サルバスター
「サルゲッチュ2 感謝キャンペーン」にて無料配布されたスペシャルディスク『サルゲッチュ2 ウッキ ウッキー ディスク』をプレイすることで手に入るレアなガチャメカ。このガチャメカは簡単に言えば陸上版オヨゲッチャーである。また、『3』や『ミリオンモンキーズ』にもあった地上遠隔ゲッチュの先駆けとなり、アミを発射することでゲットアミより簡単にサルを捕まえられる。尚、このディスクでは、レアサルを出現させる事も出来る。

### ピポサル2001で登場したもの
ヌゲッチャー
サルのパンツを回収するためのガチャメカ。掃除機のようにサルのパンツを吸い取る。

## 召喚カプセル
仲間のピポサルを呼び出すカプセル呼び出されたサルは強い（？）攻撃で援護してくれる。『ミリオンモンキーズ』のほか、『サルバト〜レ』でも登場。『サルバト〜レ』では、ファンのサルが助けに来るという形で必殺技を装備していないところにこれが入っていたが、『ミリオンモンキーズ』では改良されている。
使えるサルは、以下の通り。サルバトーレでは使用可能モードに制限はないが1種類しか選択できない。
モンタ
攻撃魔法の達人サル。攻撃は隕石を大量に落とすというもの。『サルバト〜レ』では「見習い」だったため、『ミリオンモンキーズ』では昇格していることになる。
ハットリモンゾウ
シノビの里からやって来たピポサル。攻撃は巨大な旋風手裏剣を持ったまま三回転した後放り投げるというもの。
ツタンカーモン
サバクの国からきた王サル。コロシアム＆VSモードでしか使えない。効果は砂嵐で敵の方向感覚を狂わせ上下左右のボタン操作を逆にするというもの。
サモイ
凄腕のバッターサル。打率はかなり高いという彼の攻撃はピンポイントなので当てたい敵をよく狙う必要がある。攻撃はフルスイングで敵を弾き飛ばすというもの。
モンチさん
宇宙飛行士サル。宇宙服を着ているため実はハンサムらしいお顔も拝見できない。攻撃は広範囲に広がり、威力も高いので需要はなかなか高い。攻撃はにこやかに笑っているらしい彼がロケットにしがみついて飛び立ち、ロケット噴射による広範囲の衝撃波で敵を吹き飛ばすというもの。
エジモン
科学者サル。攻撃はエジモンが電球を前に掲げるとゴリアックハンドがエジモンにむけて落下するというもの。簡単に言えばサル達の技『ゴリアックハンド』のサル召喚版。
ワッキー
エジモンと同じく科学者サル。ゴリアックヘッドをスイッチ一つで呼び出し、ビームを出しながらヘッドを45度ほど回す。簡単に言えばサル達の技『ゴリアックアイ』のサル召喚版。
アフロ
カジノのダンサーサル。コロシアム＆バトルモードでしか使えない。使えば自分以外（VSモードのチームバトルでの味方も含む）皆踊ってしまい、隙だらけになる。その間は逃げるも追撃するも好き放題できるため、需要は高い
パンプキン
カボチャを被ったサル。攻撃はお菓子の形をした爆弾をばら撒くというもの。攻撃範囲がかなり狭いので敵にほぼ密着した状態で使わなければ当たらない。
サルースウッキー
クンフーの達人にしてスター。ヌンチャクの腕前はなかなか。ヌンチャクを振り回してはいるが、攻撃方法はかなり広範囲の衝撃波。
ミヤモン・ムサシ
二刀流を駆使する伝説の剣豪。攻撃がサモイと同じくピンポイントなので、当てたい敵をよく狙う必要がある。攻撃は敵を目にもとまらぬ二刀流剣技で切り裂いていくというもの。彼もVSモード限定である。
ウッキーレッド
ウッキーファイブのリーダー。攻撃はウッキーレッドが叫びながら画面内を飛び回り、敵はその衝撃波により吹き飛ぶ。『ミリオンモンキーズ』ではブーストなどで飛行すれば回避可能。攻撃中は画面に蜃気楼のような現象が起きる。『3』後の『ミリオンモンキーズ』でも『2』のデザインが流用されている。
ウッキーピンク
ウッキーファイブの紅一点で二重人格の歌姫。効果は運次第で召喚時にウッキーピンクの機嫌が良い（4回に1回程度）と通常ストーリーモードでは出現しない、クリアジャケットも含め、色々なアイテムをそこらじゅうにばら撒いてくれるが、機嫌が悪い場合（ほとんどの場合）は、叫びながら大爆発を起こす。サル召喚は、サルの出現位置が使用キャラクターからそう離れていないため、召喚者も吹き飛ぶ。彼女も『ミリオンモンキーズ』が『3』後でありながら『2』のデザインが流用されている。

## 乗り物
大半は一定の場所に配置されており、乗る事でカケル単身では行くことが出来ない場所を進むことが出来る。ただし、段差などにより、乗り物に乗ったまま移動できる範囲は限られている。
ミズメカ／オヨゲッチャー
水に潜るためのガチャメカで、プレイヤーが水中に入ると自動的に切り替わる。「スイチュウアミ」という水中用のゲットアミを装備している。『2』からは操作方法と名前が変更され、『3』ではさらに操作方法が変わり、アミが射出されなくなった。『ミリオンモンキーズ』にて「登場しなくてさびしいから」という理由で使っているサルがいる。
ボート
『サルゲッチュ』で初登場した湖やマグマを安全に横断することができるゴムボートで、どんな攻撃を受けても破損することはない。『1』では左右のスティックをオールに見立て、グルグル回すことで前進･後退を行い、片方のみを回すこと旋回を行う。シリーズ中、最も操作が難しいとされるが、『2』以降でも全く同じ操作方法で操作が可能。
『2』からは亀をモチーフとしたデザインとなり、操作は左右のスティックを前後に倒すのみで移動が出来るようになった。『サルゲッチュ』と同じ操作でも進めて、その上ただスティックを倒すだけよりもスピードが早い。
『サルバト〜レ』ではファンサルからアイスボートがもらえる。 サルチームのボートはアイスにすると、スワン（白鳥）からペンギンになる。
タンク
同じく『サルゲッチュ』で初登場した各国の軍隊が使う戦車を小さくしたようなもの。『2』からは象をモチーフとした形状をしている。マシンガン・マジックパンチ並の威力を持つミサイルを装備している。『3』から操作方法が微妙に変更され、前進しながらの右左折が不可能となった。こちらも同じくアイスタンクがもらえる。
また、『ミリオンモンキーズ』にも、乗り物系メカ『タンク』として登場。近未来型兵器のデザイン。色に関しては、人のものは白に青のライン、スペクター勢のものは緑、ピポソルジャーのものは、場所によって違う（錆びたような赤もしくは緑）。搭乗しているピポソルジャー達は、機体のハッチから上半身を出し、めちゃくちゃに操作（二本突き出した操縦棒を前後にガチャガチャ）している。種類は以下の通り。
ライトタンク
小型。武器はガトリング砲二門・ミサイル砲一門。カケルたちと同じくらいの大きさ。
ミドルタンク
中型。武器はマシンガン二門・ミサイル砲一門。ミサイルは機体後部射出口から山形に放たれるため、微妙な距離感が必要。ライトタンクより大きい為、足元が見にくい。
ヘビータンク
大型。武器はレーザービーム一門・ミサイル砲二門。あまりに大き過ぎるため、ホバーで移動している。こちらもミサイルはミドルタンクと同じように放つため、微妙な距離感が必要。その巨体の為、足元が非常に見にくい。ガチャメカとしては出現せず、ピポソルジャーが乗っていたものを奪う形で使用する。
ロボット
『2』で登場した「ピポッチ」によく似た巨大ロボ。攻撃する際、持っているガラガラが針を出して攻撃する。『3』では武器がなくなり、操作方法が変わったが、代わりに「ブーストアタック」と「パンチ」が使える。ブーストアタックとジャンプをする際には、ブーストゲージに注意しないとオーバーヒートする。
また、『ミリオンモンキーズ』にも、乗り物系メカ『メック』として登場。近未来型兵器のデザイン。色に関してはタンクと同じ。搭乗しているピポソルジャーたちは、機体のハッチから上半身を出してタンクと同様にめちゃくちゃに操作している。種類は以下の通り。Mission29では謎の生命体・ブロブに乗っ取られたミドルメック、ヘビーメックが登場する。
ライトメック
小型。カケルぐらいの身長の人型。武器は回転して風を起こすはさみを右手・ミサイル砲を左手に装備している。
ミドルメック
中型。武器はガトリング砲を左右・火炎放射器を股に装備。火炎放射は射程がかなり短い。大きさの割に視野は広い。
ヘビーメック
大型かつ四本足で蜘蛛のように走行する。武器はガトリング砲四門・ミサイル砲一門。搭乗中は×ボタンで思いっきりしゃがんで、衝撃波で敵を吹き飛ばす攻撃（攻撃にエネルギーを必要としない）ができる（敵はこれは使用しない）。さらにミサイルは連射可能。ただし足元の視界がヘビータンク以上にかなり悪い。ガチャメカとしては出現せず、ピポソルジャーが乗っていたものを奪う形で使用する事となる。
スノーモービル
『2』で登場した。その名の通り、雪上を走るための乗り物。体当たりで敵を倒すこともできる。ウサギをモチーフにしている。
サブマリン
『2』で登場した。ミズメカ（オヨゲッチャー）と同じ操作で動く。魚雷が付いており、それがピポサルに当たるとそのまま捕まえられる。チョウチンアンコウをモチーフにしている。
スポーツカー
『3』で登場した。特定のステージにあるレースレーンで走らせることが出来るレーシングカー。タイムも表示される。サトルのお気に入り。また最高時速は200KMだが、ミラクルニンジャだと220KM、ゲッチュマンだと250KMに上がる（乗っているときは変身は解除されない）。
飛行メカ
色々な所で出てくるメカ。種類としては、主に次の三つがある。いずれもプレイヤーが操縦する事はできない。
フライングタートル号
『3』に登場。アキエ作のメカ。二回出番がある。足がジェット噴射になっている亀の形をしており、頭の部分に搭乗する。二回の出番の内、一回目はドクタートモウキ戦で、ロボットで戦っているプレイヤーキャラクターを援護するわけでもなく、戦いの舞台のトモウキタワーの周りを飛び回っている。二回目は一度目のスペクター戦で、巨大すぎるキングゴリアックと戦うためプレイヤーキャラクターの足場になって飛び回る。
ジェットデッキ
『ミリオンモンキーズ』に登場。ピポソルジャーの乗り物メカ。ロケットエンジンのついた円形のデッキスタンドにハンドルが付いて飛行している。搭乗しているピポソルジャーは、めちゃめちゃにハンドルを動かしている。いつもは低空飛行だが、敵を見つけると二段ジャンプで届くぐらいの高さまで飛び上がり、ジェット噴射噴出部からビームを出して上から攻撃してくる。耐久力は低い。
エアキャンサー
同じく『ミリオンモンキーズ』に登場。ピポソルジャーの乗り物メカ。両腕がビーム砲になっているライトメックの上半身の背中に、丸型のツバサと、尾翼、さらに機体下部にホバー装置とミサイルポットのついたものが飛んでいる。搭乗しているピポソルジャーは、ライトメックと同じ乗り方・操縦をしている。平常時は低空飛行だが、敵を見つけると飛び上がり、大量のミサイルと腕からのレーザーガンのような光弾の連射で攻撃してくる。さらには耐久力もそこそこある。

## テーマソング
ステージの個々の音楽については割愛する。
- 「サルゲッチュのテーマ」
  - 「サルゲッチュ」発売時のCMソングとして使用。作詞:柴田俊生 作曲:JAMES SHIMOJI 歌:ザ・ゲッチュズ Feat.田中星児。
- 「やっぱりサルゲッチュ」
  - 「サルゲッチュ2」「サルゲッチュ3」「サルサル大作戦」。作詞曲:百石元 歌:SHINGEN MONKEYS。
- 「ピポサルのテーマ」
  - 「サルゲッチュ」（1週目クリア後のスタッフロール）
  - 「サルバト〜レ」
  - 「サルゲッチュP!」（1周目クリア後のスタッフロール）
- 「I feel love」
  - 「ミリオンモンキーズ」
- 「格闘風月」
  - 「ミリオンモンキーズ」

## ゲスト出演
- モンスターファーム4 - 2003年8月発売
  - ピポサルがモンスターとして登場する。『サルゲッチュ2』を入れるとピポサル（黄）が、『ピポサル2001』を入れるとピポサル（赤）が、『アニメでゲッチュ サルゲッチュ映画+TV』（DVD）、または『スペサルディスク2003』を入れると海賊サルが出現する。
- みんなのGOLF4 - 2003年11月発売
  - ピポサルがキャディーとして登場する。
- 太鼓の達人 あつまれ!祭りだ!!四代目 - 2004年7月発売
  - 登場曲に「やっぱりサルゲッチュ」がある。プレイ画面にピポサルやアフロサル、ハットリモンゾウやピポトロントリオ等のサルが登場し、彼らが楽しく踊る。
- ラチェット&クランク3 突撃!ガラクチック★レンジャーズ - 2004年11月発売
  - シークレットパスワードを入力することで、主人公ラチェットがピポサルの姿に変身する。
- メタルギアソリッド3 スネークイーター - 2004年12月発売
  - 同作クリエイター・小島秀夫がサルゲッチュのファンだったことからコラボレーション企画が実現。本編の“おまけ”としてソリッド・スネークがピポサル捕獲ミッションに挑むミニゲーム「猿蛇合戦」が用意された。また、『サルゲッチュ3』にはピポサルの「ピポスネーク」を主人公にした「メタルギア」風ミニゲーム「メサルギアソリッド」が収録。そちらには、スネークとキャンベル大佐が登場している。ここでハカセのデフォルメされていない顔が登場する。
- ラチェット&クランク4th ギリギリ銀河のギガバトル - 2005年11月発売
  - 「ふくそうシステム」の1つとして、ピポサルのふくそうが登場。プレイヤーはラチェットにピポサルのふくそうを着用させることで、ピポサルを操作しているかのようにストーリーを進めることができる。
- どこでもいっしょ レッツ学校! - 2006年6月発売
  - 本作のストーリーの途中にピポサル3体の「ピポサルズ」が対戦を挑んでくる。勝つとピポサルのコスチュームを入手。ある条件で「ピポサル授業」というモードが出現する。また、『サルゲッチュ ミリオンモンキーズ』にはトロ達が登場している。
- リトルビッグプラネット
  - 主人公のコスチュームのひとつとしてピポサルが登場。
- TOKYO JUNGLE
  - 追加コンテンツのひとつとしてサルとピポヘルが登場。
- プレイステーション オールスター・バトルロイヤル
  - 参戦キャラクターとしてカケルが登場。ガチャメカを駆使して戦う。

## 漫画
4コマ漫画『サルゲッチュ ウキウキ大作戦!』が『月刊コロコロコミック』で掲載されていた。

## 携帯アプリ
i-mode、EZwebなどに対応する携帯アプリがSCEの携帯サイトから配信されている。なお、音楽は『サルゲッチュ2』『サルバト〜レ』のものをアレンジ・流用しているものが多い。本来のゲーム内容のほかに携帯電話オリジナルに『直感サルゲッチュ』『サルゲッチュサヤカ大冒険』『サルゲッチュ大運動会』やゴルフゲーム、麻雀ゲームといったゲームも配信。2011年にログとも（現・entag!）からサービスが提供された最新作の『みんなでサルゲッチュ』では初のソーシャルゲームとなっている。

## CD
やっぱりサルゲッチュ!
同名の#テーマソングを収録したマキシシングル。2002年8月23日 BMGファンハウスから発売。
僕はメロンにメロンメロン〜スーパーキッズ・CMデラックス
「サルゲッチュ（1作目）」のCMソング（#テーマソング）である「サルゲッチュのテーマ」を収録。放送当時CD化されなかったが、4年後の2003年6月25日にBMGファンハウスから発売したCMソングのオムニバスミニアルバムにフルコーラスで収録された。「やっぱりサルゲッチュ!」と同じ発売元である。

## DVD
アニメでゲッチュ サルゲッチュ【映画+TV!
劇場版サルゲッチュ 黄金のピポヘル・ウッキーバトル、レッツ ゲッチュ サルゲッチュ、「やっぱりサルゲッチュ」のダンスレッスンムービーなどを全収録。発売元はSCE。